# František Lorenc (lední hokejista)
František Lorenc (? – ?) byl československý hokejista.

## Klubové statistiky
| Sezona  | Klub            | Soutěž | Základní část | Základní část | Základní část | Základní část | Základní část | Play off | Play off | Play off | Play off | Play off |
| Sezona  | Klub            | Soutěž | Z             | G             | A             | B             | TM            | Z        | G        | A        | B        | TM       |
| ------- | --------------- | ------ | ------------- | ------------- | ------------- | ------------- | ------------- | -------- | -------- | -------- | -------- | -------- |
| 1924-25 | AC Sparta Praha | —      | —             | —             | —             | —             | —             | —        | —        | —        | —        | —        |

### Reprezentační statistiky
| Rok  | Tým            | Událost | Z | G | A | B | TM |
| ---- | -------------- | ------- | - | - | - | - | -- |
| 1925 | Československo | ME      | 2 | 0 | 0 | 0 | —  |